# 余寰
余寰（1463年—1506年），字邦臣，四川眉州青神縣人，軍籍，明朝政治人物。

## 生平
四川鄉試第二十六名舉人。弘治十二年（1499年）中式己未科會試第二十名，二甲第十七名進士。授户部主事，正德元年（1506年）遷户部员外郎，尋卒京师府邸。

## 家族
曾祖余永泰，贈右都御史；祖余祥，户部郎中，以子余子俊贈右都御史；父余子偉，承事郎。前母劉氏；母张氏（1437年-1517年）。慈侍下。兄余寘，舉人、锦衣卫指挥佥事。长子承芳，次子承恩皆太学生。次余承勋，又次承礼、余承業，承勋、承業皆为進士。